# Al Ahly SC
Al Ahly SC (arabiska: الأهلي) är en sportklubb i Kairo, Egypten. Den är mest känd för sitt  fotbollslag, som vunnit egyptiska ligan 42 gånger och CAF Champions League tio gånger. Klubbens andra sektioner har i flera fall motsvarande status i sina respektive sporter: 
- I volleyboll har dess lag på herrsidan vunnit egyptiska ligan 33 gånger och Men's African Club Championships 14 gånger och på damsidan vunnit egyptiska ligan 34 gånger och Women's African Club Championships 10 gånger.
- I handboll har laget på damsidan vunnit egyptiska ligan 42 gånger och African Handball Champions League en gång och på herrsidan vunnit egyptiska ligan 23 gånger och African Handball Champions League 5 gånger.
- I basket har laget på damsidan vunnit egyptiska ligan 24 gånger och arabiska mästerskapet en gång, på herrsidan har de vunnit egyptiska ligan 6 gånger och afrikanska klubbmästerskapet en gång.
- I bordtennis har laget blivit egyptiska mästare 33 gånger.
- I vattenpolo har laget blivit egyptiska mästare 11 gånger och vunnit arabiska klubbmästerskapet 7 gånger.
- I landhockey blev laget egyptiska mästare 9 gånger, numera är sektionen nedlagd.